# Bogdand (gmina)
Bogdand – gmina w Rumunii, w okręgu Satu Mare. Obejmuje miejscowości Babța, Bogdand, Corund i Ser. W 2011 roku liczyła 2827 mieszkańców.